# Айна (фильм, 1959)
«Айна» — советский чёрно-белый художественный фильм, снятый режиссёрами Алты Карлиевым и Владимиром Ивановым в 1959 году на киностудии Туркменфильм.
Премьера фильма состоялась 31 августа 1961 года.

## Сюжет
Действие фильма происходит в конце 1920-х годов во время возникновения первых колхозов в Туркмении. Главная героиня Айна батрачит на кулака Эсен-бая, который ненавидит советскую власть и связан с басмачами,
Однажды по дороге в район на Айну и её новых друзей — учительницу Валю и комсомольского вожака Мялика — нападают басмачи. Но подоспевший коммунист Тахыров спасает их от смерти. В этот день Айна вступает в комсомол… Басмачи планируют отравить все колодцы в окрестностях, погубить скот, взорвать плотину, не допустить создания колхоза и с собственными отарами бежать за границу. Об их планах узнаёт Айна́. Девушка рассказывает обо всём Тахырову. Басмачи не уйдут от расплаты…

## В ролях
- Антонина Рустамова — Айна, комсомолка из аула
- Алты Карлиев — Тахыров, коммунист
- Артык Джаллыев — Ходжом, председатель колхоза
- Кулькиши Кульмурадов — хан-ага
- Клыч Бердыев — Берды
- Сарры Каррыев — Карлы
- Аширмурад Мамилиев — Мялик, комсомолец
- Зоя Степанова — Валя
- Базар Аманов — Эсен-бей
- Назар Бекмиев — Меле
- Мелик Кепбанов — сын Эсен-бея
- Дурды Сапаров — Аллаяр-хан
- Нурджемал Союнова — жена колхозника
- Сабира Атаева — жена Эсен-бея
- Огульджан Мамикова — Садап, жена Меле
- Б. Черетанова — Анегуль, жена Меле
- С. Овезкулиева — эпизод
- Александр Кузнецов — секретарь комсомольской ячейки
- Хаджигара Аннамамедов — комсомолец, учитель
- Каков Оразсяхедов — эпизод

## Съёмочная группа
- Режиссёры-постановщики: Алты Карлиев, Владимир Иванов
- Автор сценария: Лев Черенцов
- Оператор-постановщик: Анатолий Карпухин
- Художник-постановщик: Савет Агоян[вд]
- Композитор: Аркадий Островский
- Режиссёр: В. Лосев
- Звукооператор: М. Кузнецов
- Грим: Н. Коробко
- Музыкальный редактор: Д. Овезов
- Художник по костюмам: Р. Кулиева
- Текст песен: М. Матусовский
- Оркестр управления по производству фильмов
- Дирижёр: Г. Гамбург
- Директор картины: Э. Дашевский